# Alessandro Moreschi
Alessandro Nilo Angelo Moreschi (Monte Compatri, 11 novembre 1858 – Roma, 21 aprile 1922) è stato un cantante castrato italiano.

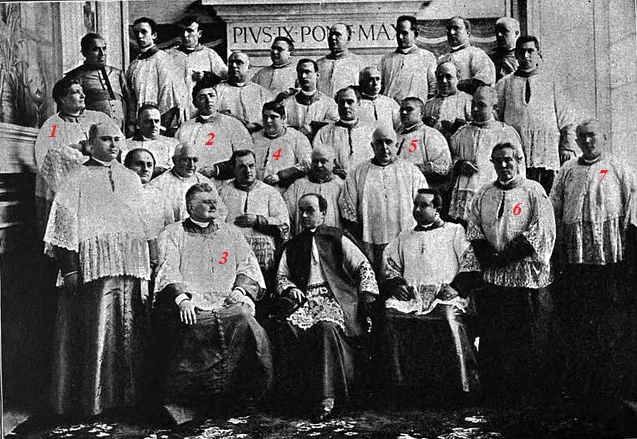
Il coro della Cappella Sistina fotografato il 4 marzo 1898 in occasione del ventesimo anniversario dell'incoronazione di papa Leone XIII. Sono presenti i castrati: 1 Giovanni Cesari. 2 Domenico Salvatori. 3 Domenico Mustafà. 4 Alessandro Moreschi. 5 Vincenzo Sebastianelli. 6 Gustavo Pesci. 7 Giuseppe Ritarossi.

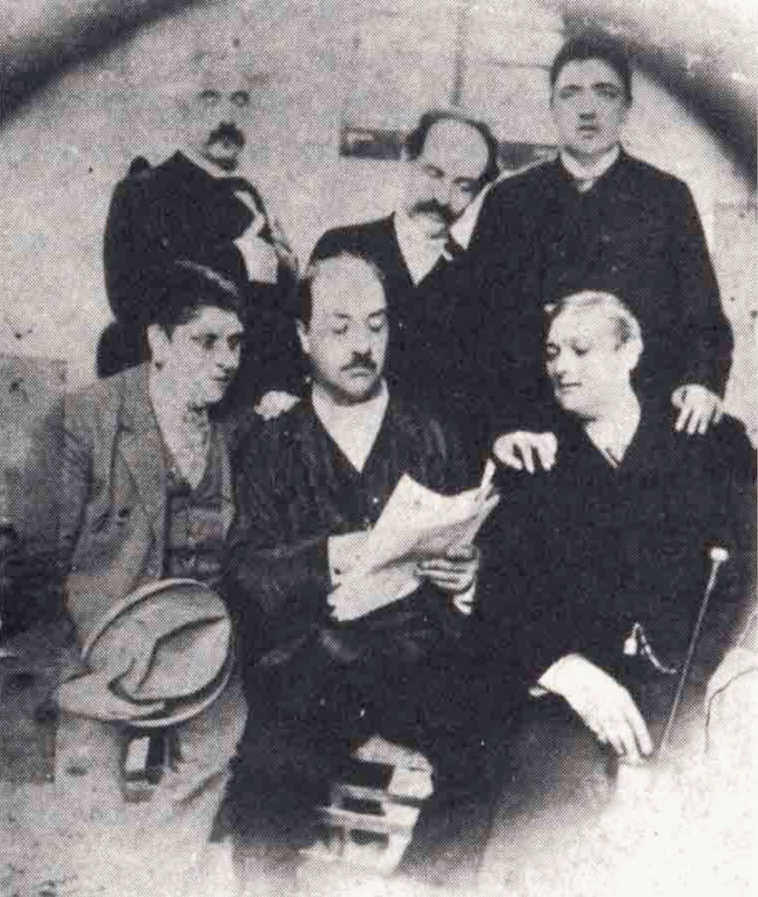
Da sinistra a destra, seduti: Alessandro Moreschi (soprano), Antonio Cotogni (baritono) e Giovanni Cesari (soprano). In piedi, da sinistra a destra: Gaetano Capocci (baritono), Filippo Mattoni (tenore acuto) e Domenico Salvatori (soprano).

È conosciuto per essere l'ultimo cantante castrato ad aver prestato servizio nel Coro della Cappella Sistina in Vaticano ed è l'unico ad aver registrato la propria voce.

## Biografia

### I primi anni
Alessandro Moreschi nacque a Monte Compatri nel 1858, sesto degli otto figli di Luigi Lorenzo Moreschi e di Maria Rosa Pitolli. Le qualità vocali del bambino, che cantava nelle chiese di Monte Compatri durante le celebrazioni liturgiche, vennero notate da padre Nazareno Rosati, un frate membro in quiescenza del Coro della Cappella Sistina dedito all'insegnamento e alla ricerca di nuovi talenti, che divenne il suo primo maestro di musica.
Secondo lo studioso Franz Haböck, che all'inizio del XX secolo intervistò i cantori sistini, Moreschi avrebbe subìto un incidente durante l'infanzia – incidente di natura sconosciuta – che avrebbe causato il suo mancato sviluppo sessuale, ma questa motivazione era spesso utilizzata per coprire le castrazioni a scopo canoro in quanto tali operazioni erano state espressamente proibite dalle autorità. Sempre secondo Haböck, ad esempio, Domenico Mustafà sarebbe stato evirato a seguito del morso di un maiale, Vincenzo Sebastianelli a causa del morso di un cinghiale e il celebre Farinelli sarebbe caduto da cavallo.
È possibile che sia stato lo stesso Rosati a proporre ai genitori di Moreschi l'intervento sul bambino, convincendoli a preservarne le promettenti doti vocali. Rosati condusse il giovane Moreschi a Roma nel 1871, facendolo studiare presso i Fratelli delle Scuole Cristiane nella parrocchia di San Salvatore in Lauro, dove ebbe come insegnante Gaetano Capocci. La sua istruzione avvenne perciò quando la fortuna dei castrati era ormai in declino e il loro uso sopravviveva solo nelle Cappelle Papali.

### Il successo
Gli ottimi risultati scolastici del ragazzo gli permisero di essere nominato, nel 1873, primo soprano della basilica di San Giovanni in Laterano e di far parte di un ristretto gruppo di cantanti che, diretti dallo stesso Capocci, si esibiva nei salotti dell'alta società romana. Il venerdì santo del 1881, in qualità di cantore aggiunto del Coro della Cappella Giulia, cantò nella basilica di San Pietro in Vaticano l'Inflammatus et accensus tratto dallo Stabat Mater di Gioachino Rossini. Lillie Greenough, moglie dell'ambasciatore danese a Roma Johan Herrik Hegermann-Lindencrone, osservò che: «San Pietro, Laterano e Santa Maria Maggiore, ciascuna ha uno dei famosi soprani. [...] Le chiese sono così affollate che è difficile trovare posto. [...] A volte i solisti cantano l'Ave Maria di Gounod e lo Stabat Mater di Rossini, che fortunatamente coprono le note stridenti del vecchio organo. Un coro di uomini e di ragazzi accompagna l'Inflammatus, dove le note più acute della commovente voce di Moreschi hanno un che di sovrannaturale».
La stessa Greenough ricordò invece in maniera curiosa le interpretazioni profane di Moreschi: «La signora Charles Bristed di New York, recentemente convertitasi al cattolicesimo, riceve a casa propria il sabato sera. I cantori del papa sono una grande attrazione e il suo salotto è l'unico luogo dove, attualmente, è possibile ascoltarli al di fuori delle chiese. Il famoso Moreschi, che canta al Laterano, è un soprano dalla faccia tonda di circa quarant'anni. In ogni nota mette un singhiozzo o un sospiro. Ha cantato la famosa Aria dei Gioielli tratta dal Faust di Gounod, ma sembrava terribilmente fuori luogo. Nel momento in cui, interpretando la protagonista, si domanda se egli sia davvero Margherita, viene una gran voglia di rispondergli Macché!».
A causa dei numerosi impegni mondani assunti, Moreschi provocò anche alcuni malumori alle autorità ecclesiastiche: «Una volta è successo che, nella Confraternita di Santa Maria dell'Orto a Trastevere, per la solennità dell'8 settembre, l'ora della messa pontificale è stata spostata dalle undici a mezzogiorno perché Moreschi era impegnato altrove. Il vescovo celebrante ha dovuto subordinare se stesso ai bisogni di un cantante».
Durante la quaresima del 1883 Gaetano Capocci allestì, in San Giovanni in Laterano, un arrangiamento in italiano dell'oratorio Christus am Ölberge di Ludwig van Beethoven, nel quale Alessandro Moreschi interpretò l'impegnativa parte del serafino. Il successo raggiunto da questa esibizione gli valse l'appellativo di Angelo di Roma e la possibilità di partecipare e di superare positivamente l'audizione per un posto da soprano nel Coro della Cappella Sistina, in quanto tale posizione era rimasta vacante nel 1882 a seguito del pensionamento del castrato Evangelista Bocchini (1827-1888). Moreschi ebbe anche il permesso di continuare a far parte del Coro della Cappella Pia di San Giovanni in Laterano e del Coro della Cappella Giulia di San Pietro in Vaticano.
Il direttore musicale della Cappella Sistina, all'epoca, era Domenico Mustafà (1829-1912), lui stesso un tempo eccellente soprano, ed erano in servizio altri sette castrati: Gustavo Pesci (1833-1913), ammesso nel Coro della Cappella Sistina nel 1864; Pasquale Meniconi (1836-1916), ammesso nel 1853; Giuseppe Ritarossi (1841-1902), ammesso nel 1864; Giosafat Vissani (1841-1904), ammesso nel 1866; Giovanni Cesari (1843-1904), ammesso nel 1866; Vincenzo Sebastianelli (1851-1919), ammesso nel 1880; e Domenico Salvatori (1859-1909), ammesso nel 1878. La loro qualità, però, era giudicata in modo abbastanza mediocre: Meniconi, Cesari e Vissani erano già a fine carriera, Pesci era stato ammesso a far parte del Coro solo al secondo tentativo, Ritarossi era un cantante musicalmente modesto e inadatto a esibizioni solistiche, Salvatori non raggiungeva la tessitura sopranile più acuta e Sebastianelli aveva una voce acuta e penetrante, ma risultava poco intonato. Nel 1886, al pensionamento del castrato Giovanni Cesari, Moreschi gli subentrò nel ruolo di direttore dei concertisti.
Dal 1891 ricoprì anche l'incarico di segretario puntatore, il quale prevedeva la pianificazione delle attività del coro, e nel 1892 divenne maestro pro tempore, con l'obbligo di curare la parte amministrativa dell'istituzione. Fu inoltre supervisore delle corrette esecuzioni musicali della Cappella Sistina, attività che lo impegnava nella scelta dei solisti e nello sviluppo del repertorio. Il 9 agosto 1900, dietro esplicita richiesta della famiglia reale italiana, cantò al Pantheon di Roma, sotto la direzione di Pietro Mascagni, alla cerimonia funebre in suffragio del re Umberto I, assassinato a Monza il precedente 29 luglio.

### Gli ultimi anni
Il 22 novembre 1903 papa Pio X pubblicò il motu proprio sulla musica sacra Tra le sollecitudini, che riprendeva parzialmente i temi trattati da un motu proprio di papa Leone XIII del 3 febbraio 1902. Pio X, fra le varie cose, raccomandò che, qualora nei cori si volessero impiegare voci acute, esse avrebbero dovuto essere solo quelle di fanciulli. Tale prescrizione segnò la fine dell'impiego dei castrati, anche se quelli ancora presenti nella Cappella Sistina, come Alessandro Moreschi, vennero tenuti in servizio fino al raggiungimento della pensione ma furono fatti cantare sempre meno, e l'amministrazione della Coro non procedette più all'assunzione di nuove leve. Un allievo di Moreschi, il soprano falsettista Domenico Mancini (1891-1984), imparò a imitare talmente bene il proprio maestro che Lorenzo Perosi, nuovo direttore della Cappella Sistina succeduto a Domenico Mustafà, credendo erroneamente che fosse un castrato, non volle ammetterlo a far parte del Coro. Preso atto dei mutamenti in corso, Moreschi focalizzò allora le proprie energie sulle attività della Cappella Giulia, dove i castrati erano ancora tollerati.
Moreschi maturò i requisiti pensionistici nel 1913 e si ritirò nello stesso anno. Nel 1914 incontrò e venne intervistato dallo studioso Franz Haböck, in seguito autore del libro Die Kastraten und ihre Gesangskunst ("I castrati e la loro arte canora"), pubblicato a Berlino nel 1927. Haböck avrebbe voluto condurre Moreschi in una serie di concerti operistici per rilanciare il repertorio dei celebri castrati settecenteschi. Il progetto, però, non si avverò mai perché Moreschi non rispondeva al ruolo che intendevano affidargli: avendo cantato per tutta la vita quasi esclusivamente musica sacra, non aveva mai affrontato le complessità virtuosistiche che caratterizzavano il percorso di studi dei cantanti d'opera. Inoltre la voce di Moreschi, nel 1914, era ormai in completo declino. Negli ultimi anni impartì privatamente lezioni di canto e morì a Roma il 21 aprile 1922 dopo aver mantenuto, per tutta la vita, un singolare aspetto giovanile. Le sue esequie si svolsero nella basilica di San Lorenzo in Damaso, al termine delle quali fu sepolto nel cimitero del Verano. Ebbe anche un figlio adottivo, Giulio Moreschi (1904-1955), che fu tenore e attore cinematografico.

## Registrazioni e stile
Fra il 3 e il 5 aprile 1902 la Gramophone & Typewriter Company di Londra, tramite Frederick William Gaisberg, effettuò una serie di registrazioni fonografiche della voce di Alessandro Moreschi su cilindri di cera, sia in brani solistici che in pezzi corali, realizzandone altre l'11 aprile 1904 sotto la direzione di William Sinkler Darby, per un totale di diciassette tracce.
La qualità delle registrazioni, fortemente penalizzata dalla neonata tecnologia dell'epoca, è alquanto scadente e non permette un giudizio obiettivo sulle capacità vocali di Moreschi. Senz'altro, però, non essendosi mai cimentato nel difficile repertorio operistico dei secoli precedenti, Moreschi non può essere raffrontato con i celebri cantori evirati del Settecento come Farinelli o il Senesino, e la sua voce può offrire solo un'idea del timbro e delle caratteristiche peculiari di quegli antichi esecutori. L'estetica tipicamente tardo-ottocentesca del canto di Moreschi, che comprende estremo languore, esteso uso del portamento su larghi intervalli e singhiozzi quasi su ogni nota, appare molto datata e può essere erroneamente interpretata, da un ascoltatore del XXI secolo, come segno di incertezza tecnica.
Moreschi, comunque, all'inizio del XX secolo era già al termine della propria carriera artistica e le sue qualità vocali non erano più, probabilmente, le stesse che lo avevano condotto alla fama in gioventù. Inoltre, è possibile che sia stato a disagio di fronte al fonografo, per lui una novità assoluta, e alla richiesta dei tecnici di cantare con il viso sostanzialmente infilato in un imbuto. Alessandro Moreschi è l'unico cantante castrato ad aver tramandato la propria voce come solista, ma nelle composizioni corali registrate dalla Gramophone & Typewriter Company canta un possibile altro castrato (forse Giovanni Cesari o Domenico Salvatori) che interpreta la parte del contralto nel coro.